# 瓦房店水库
瓦房店水库是中国辽宁省朝阳市喀喇沁左翼蒙古族自治县境内的一座水库，位于大凌河西支二支上，建于1982年。水库正常库容为900万立方米，集雨面积为120平方千米，海拔为405.26米。